# Хуруфизм
Хуруфизм (от араб. حروف‎ ḥurūf — «буквы») — мистическое, религиозно-философское учение, входящее в число сект крайнего шиизма гулат.
По хуруфитскому учению Коран подлежит толкованию посредством системы букв арабского и персидского алфавитов, которые также трактуются через присущие им цифровые значения (абджадия). У хуруфитов число 7 считается священной цифрой.
Создателем того хуруфизма был Фазлуллах Наими Астерабади. Он официально объявил о своем учении самым близким своим ученикам в 1376—1377 годах в Тебризе. По этой причинине хуруфиты называли Азербайджан «Сарзамин-е рестахиз» («Место пробуждения»). Фазлуллах Наими, будучи в заточении, написал своё знаменитое произведение «Джавидан-намэ» («Книга о вечности»), или «Джавидан-е Кабир» («Великая вечность»), почитаемое последователями Наими, как «Коран хуруфизма». Наими был казнён в Нахичеване 1393 или 1394 году. Другим видным представителем хуруфизма был его ученик, поэт и мистик Имадеддин Несими (казнён в Алеппо в 1417 году).
Хуруфизм широко распространился в конце XIV — начале XV века на территории нынешнего Азербайджана и северо-западного Ирана, а затем на Балканах (особенно в Боснии), Турции, Сирии, Ираке и Герате. Идеи хуруфизма сильно повлияли на получивший распространение в XIV веке близкий к шиизму суфийский орден Бекташи.
В Иране в результате репрессий общины хуруфитов исчезли к концу XV века. Но в Турции они продолжали существовать и позднее. Здесь хуруфиты, выдававшие себя за шиитов-имамитов, а также суннитов и суфиев, создали обширную литературу на турецком языке. В Османской империи хуруфиты часто подвергалась жестоким гонениям.

## Основные положения хуруфизма
В учении хуруфизма наблюдается сочетание элементов, характерных как для гулат, так и для суфизма. Среди основных положений данного учения можно выделить:
1. Пантеизм;
2. Человек — высшее существо, стоящее выше ангелов, так как он создан Богом, который также наделил его способностью мыслить, чувствовать, слышать, говорить, а самое главное — понимать науку о буквах;
3. Толкование священных текстов посредством персидского (для текстов, написанных на персидском языке) и арабского (для Корана) алфавитов, используя числовые значения букв. Данное положение было заимствовано у исмаилитов, но хуруфиты развили этот приём[2];
4. Учение о вечности и цикличности вселенной. Циклы не тождественны друг другу, а являются продолжением друг друга;
5. Как мистики, большое значение придавалось числам. Наими сравнивал 7 линий на лице человека (4 ресницы, 2 брови, 1 волос на голове), которые также отождествлялись с первой сурой Корана, состоящей из 7 аятов, и 7 планет, 7 сфер, 7 дней[3].

## Знаменитые сподвижники
- Насими
- Али-ул-Ала
- Музаффар уд-Дин Джаханшах-хан